# Maomé VI de Granada
Abu `Abd Allah al-'Ahmar al-Ghâlib Muhammed ben Isma`il ou Abu Sai`id Muhammed ben Isma`il, mais conhecido como Maomé VI (1332 – Sevilha, 25 de abril de 1362) foi o décimo rei nacérida de Granada, que reinou entre 28 de junho de 1360 e abril de 1362. Ascendeu ao trono após mandar assassinar o seu cunhado Ismail II. Foi alcunhado de al-'Ahmar ("o Ruivo" ou "o Carmesim") ou al-'Asmar ("o Castanho). A sua alcunha em castelhano era “el Bermejo” ("o Ruivo"), devido à cor do seu cabelo.

## Laços familiares
Abu `Abd Allah al-Ghalib Muhammed era um membro da família real nacérida, primo em segundo grau de Ismail II e de Maomé V. Pertencia a um ramo colateral dos nacéridas através da sua bisavó Fátima, filha de Maomé II de Granada (r. 1273–1302). Era casado com a filha mais velha de Iúçufe I e da sua segunda esposa, Míriam, que também era mãe de Ismail II (Maomé V era filho da primeira esposa de Iúçufe). Iúçufe IV de Granada, 16º emir de Granada entre 1431 e 1432, era filho duma filha de Maomé VI.

## Biografia política
Em 1359, conspira com a sua sogra Míriam para derrubar Maomé V. A 21 de agosto, após escalarem as muralhas do palácio real da Alhambra apanhando desprevenida a guarda, uma centena de conspiradores assassinam o hájibe Abu an-Nur Radhwan e Maomé V põe-se em fuga para Guadix, de onde parte para o exílio para Fez, a capital dos Merínidas. Ismail II assume então o poder.
O reinado de Ismail II seria breve: dez meses depois de subir ao trono, a 28 de junho de 1360, Mohammed al-'Ahmar manda matar Ismail, os seus irmãos e os seus vizires, e usurpa o trono. Não tarda em provocar o descontentamento na corte e no povo de Granada devido à sua brutalidade, grosseria e nervosismo (os cronistas mouros descrevem Maomé VI como pouco educado e grosseiro nas suas maneiras e vestir).
No política externa, Maomé VI recusou pagar o tributo pago pelos seus antecessores a Castela e aliou-se ao Reino de Aragão, então em guerra com Castela. Trocou de embaixadores com Pedro IV de Aragão, "o Cerimonioso", inimigo de Pedro I de Castela, "o Cruel", este último aliado e reconhecido como suserano por Maomé V. 
Quando se deu o golpe de estado que derrubou Maomé V, Pedro, o Cruel não pôde socorrê-lo devido à guerra civil que o opunha a Henrique de Trastâmara (futuro Henrique II de Castela), mas no início de 1362 já se encontrava em condições de ajudar o seu aliado a recuperar o poder. Em janeiro de 1362 uma incursão de tropas castelhanas em Guadix é derrotada e vários Castelhanos são feitos prisioneiros. Entretanto, Maomé V já tinha regressado à Andaluzia e tinha tomado o controlo de Málaga, Loja, Antequera, Velez e Alhama. No final de fevereiro ou início de março, Pedro, o Cruel e Maomé V encontram-se em Castro del Río e marcham sobre Granada. Maomé VI foge para Sevilha, onde acabaria morto por dois soldados de Pedro, o Cruel a 25 de abril de 1362. Maomé V torna-se novamente rei de Granada, retomando o que seria um dos reinados mais longos dos nacéridas.